# Maxime Marotte
Maxime Marotte (ur. 5 grudnia 1986 w Miluzie) – francuski kolarz górski, wielokrotny medalista mistrzostw świata i mistrz Europy.

## Kariera
Pierwszy sukces w karierze Maxime Marotte osiągnął w 2004 roku, kiedy zajął trzecie miejsce w kategorii juniorów na mistrzostwach świata w Les Gets. Siedem lat późnej, wspólnie z Victorem Koretzkym, Julie Bresset i Fabienem Canalem zdobył złoty medal w sztafecie cross-country podczas mistrzostw świata w Champéry. W tej samej konkurencji i tym samym roku zdobył również złoto na mistrzostwach Europy w Dohnánach. Ponadto na rozgrywanych rok później mistrzostwach świata w Leogang reprezentacja Francji w składzie: Jordan Sarrou, Victor Koretzky, Julie Bresset i Maxime Marotte zdobyła srebrny medal w sztafecie. Razem z Sarrou, Bresset i Raphaëlem Gayem zdobył kolejny srebrny medal w sztafecie na mistrzostwach świata w Pietermaritzburgu. Nie brał udziału w igrzyskach olimpijskich.